# Hieracium crepidioides
Hieracium crepidioides es una especie de planta con flor del género Hieracium, de la familia Asteraceae, orden Asterales.

## Distribución
Hieracium crepidioides se distribuye por Noruega, Finlandia y Rusia.

## Taxonomía
Fue descrita científicamente por Norrl. ex Brenner. Fue publicada en Acta Soc. Fauna Fl. Fenn. 9(5): 18 (1893).